# Människor i hamn
Människor i hamn är en tysk dramafilm med musikinslag från 1944 i regi av Helmut Käutner, med manus av den samme och Richard Nicolas. Filmen är gjord i färgfilmsformatet Agfacolor. Filmen fick aldrig någon premiär i Tyskland 1944, den hade urpremiär i Prag i december samma år. Den således till flera andra länder, däribland Sverige där den hade premiär i februari 1945. Den fick sedan premiär i Tyskland efter andra världskrigets slut.
I filmen framför skådespelaren Hans Albers melodin "Auf der Reeperbahn nachts um halb eins" som kom att bli ett av hans signum.

## Handling
Sjömännen Jens, Fiete och Karl anländer till Hamburg och bestämmer sig för att träffa sin gamla kollega, den före detta sjömannen Hannes Kröger. Han arbetar nu på Hippodrom i Hamburg-St. Pauli vid adressen Große Freiheit Nr. 7. Här framför han ofta olika visor med sitt dragspel. Han får kärleksproblem då han blir förälskad i den unga Gisa, men hon föredrar hans rival Willem. 

## Rollista
- Hans Albers - Hannes Kröger
- Ilse Werner - Gisa Häuptlein
- Hans Söhnker - Willem
- Hilde Hildebrand - Anita
- Gustav Knuth - Fiete
- Günther Lüders - Jens
- Ethel Reschke - Margot
- Erna Sellmer - Frau Kaasbohm
- Helmut Käutner - Karl